# Shaker (Musik)

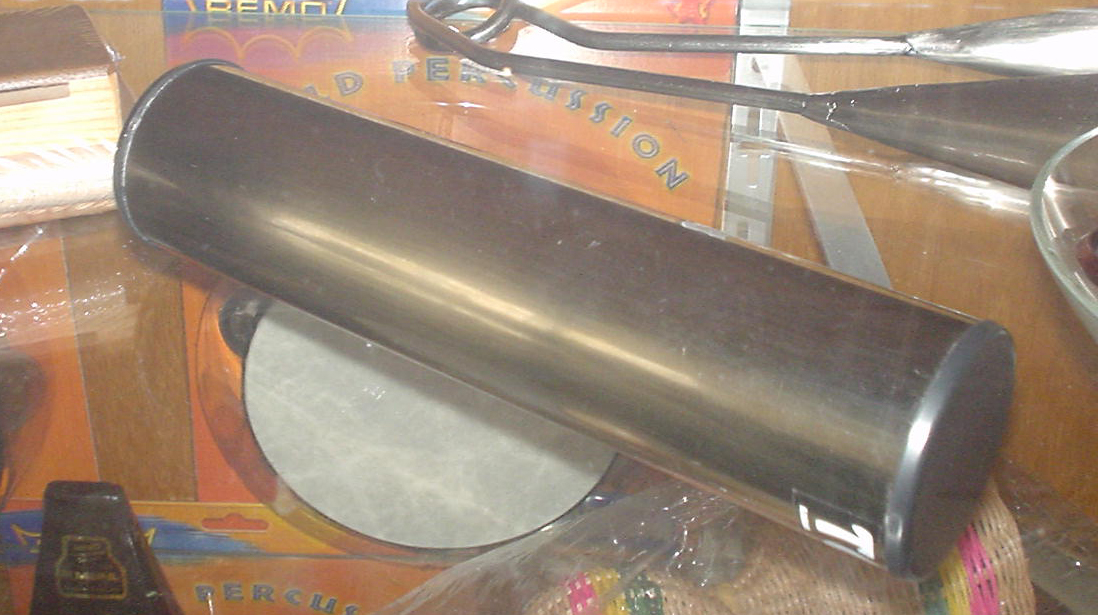
Schüttelrohr

Shaker (englisch, „Mixbecher“, von to shake, „schütteln“), eigentlich shaken idiophone („Schüttelidiophon“), ist im Englischen ein anderes Wort für rattle („Rassel“) und meint meist eine Gefäßrassel, wie die instrumentenkundliche Bezeichnung lautet. Dies ist ein Perkussionsinstrument, bei dem in einem Gefäß eingeschlossene kleine Rasselkörper durch Schütteln, schnelles Drehen oder Schlagen des Gefäßes gegen dessen Innenwand geschleudert werden und dadurch ein prasselndes Geräusch hervorbringen. 

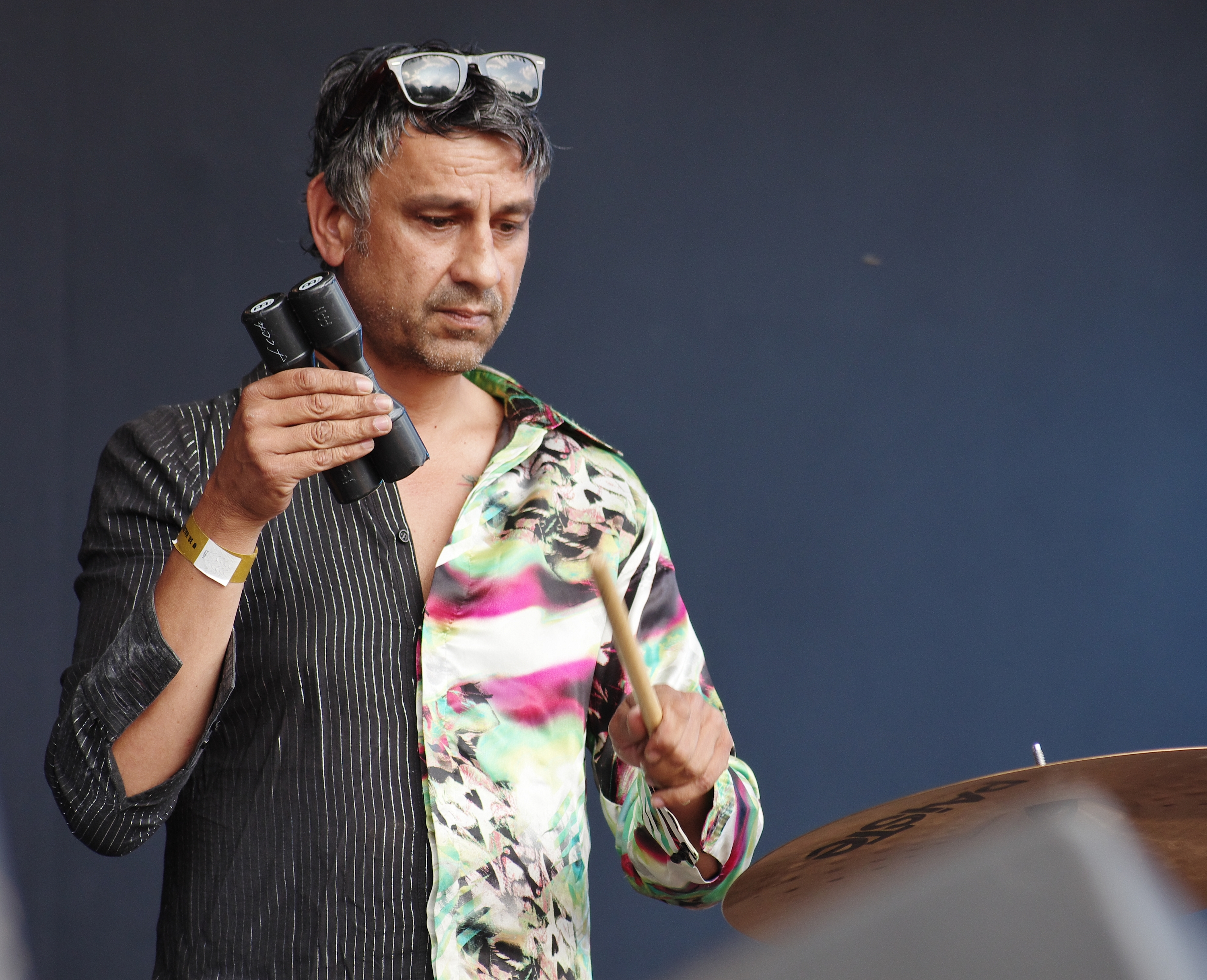
Enno Palucca von Die Goldenen Zitronen mit einem Kunststoff-Shaker (2013)

Shaker sind rhythmische Begleitinstrumente und prinzipiell für jeden Musikstil geeignet. Im Deutschen wird der englische Ausdruck meist im Bereich lateinamerikanische Musik, Popmusik und Jazz verwendet. Es gibt eine Vielzahl unterschiedlicher Typen. Klang und Lautstärke eines Shakers hängen von Größe und Material des Gefäßes (Holz, Kunststoff oder Metall), Größe und Material der Rasselkörper (etwa Reis, Pflanzensamen, Kunststoffgranulat oder Metallkugeln) und der Füllungshöhe ab.
Ein in der brasilianischen Musik beliebter Shaker wird ganzá genannt und ist ein Schüttelrohr, besteht also aus einem hohlen zylindrischen Korpus, der eine körnige Füllung enthält. Shaker werden vor allem in lateinamerikanischen Musikstilen wie Samba oder Maracatu verwendet. Im Portugiesischen, das auch in Brasilien gesprochen wird, heißen Shaker allgemein chocalho. Einzelne Shaker sind beispielsweise eggshaker, maracas und cabasa.
Wenn die Rasselkörper im Innern einer Gefäßrassel auf eine Membran treffen, so spricht man von einer Rasseltrommel. Rocar ist ein im Samba verwendeter Shaker, der zu den Stabrasseln zählt und aus einem Metallrahmen besteht. In diesem Rahmen sind an mehreren Stäben paarweise Metallscheiben (Zimbeln) aufgehängt, die beim Schütteln gegeneinanderschlagen.